# Basilica maior
La basilica di Santa Tecla (nomi originari paleocristiani basilica maior o basilica nova) fu un'antica basilica paleocristiana di Milano, oggi non più esistente, che si trovava sull'odierna piazza del Duomo, di fronte alla Cattedrale di Santa Maria Maggiore, ovvero l'odierno Duomo di Milano. Realizzata nel 350, venne edificata in epoca romana tardoimperiale nel periodo in cui la città romana di Mediolanum (la moderna Milano) era capitale dell'Impero romano d'Occidente (ruolo che ricoprì dal 286 al 402).
La basilica maior fu demolita nel 1461 per poter permettere la costruzione del Duomo di Milano. La basilica maior, insieme ai vicini edifici della basilica vetus (poi ridenominata cattedrale di Santa Maria Maggiore), del battistero di San Giovanni alle Fonti e del battistero di Santo Stefano alle Fonti, formava il "complesso episcopale". La presenza di due basiliche molto ravvicinate era infatti comune nel Nord Italia durante l'età costantiniana e si poteva trovare, in particolare, in città sedi vescovili.
Era una basilica a cinque navate. Dai rilievi e dagli studi effettuati pare avesse una lunghezza totale di 67,60 metri e una larghezza di 45,30 metri. Nello stesso luogo dove era situata la basilica di Santa Tecla, in epoca romana, sorgeva un tempio pagano dedicato a Minerva, che a sua volta era stato costruito sulle vestigia di un precedente tempio celtico dedicato alla dea Belisama.
I resti musealizzati della basilica maior si possono vedere nel mezzanino della stazione Duomo della linea M1 della metropolitana di Milano.

## Storia

### Le premesse: il tempio di Belisama e quello di Minerva

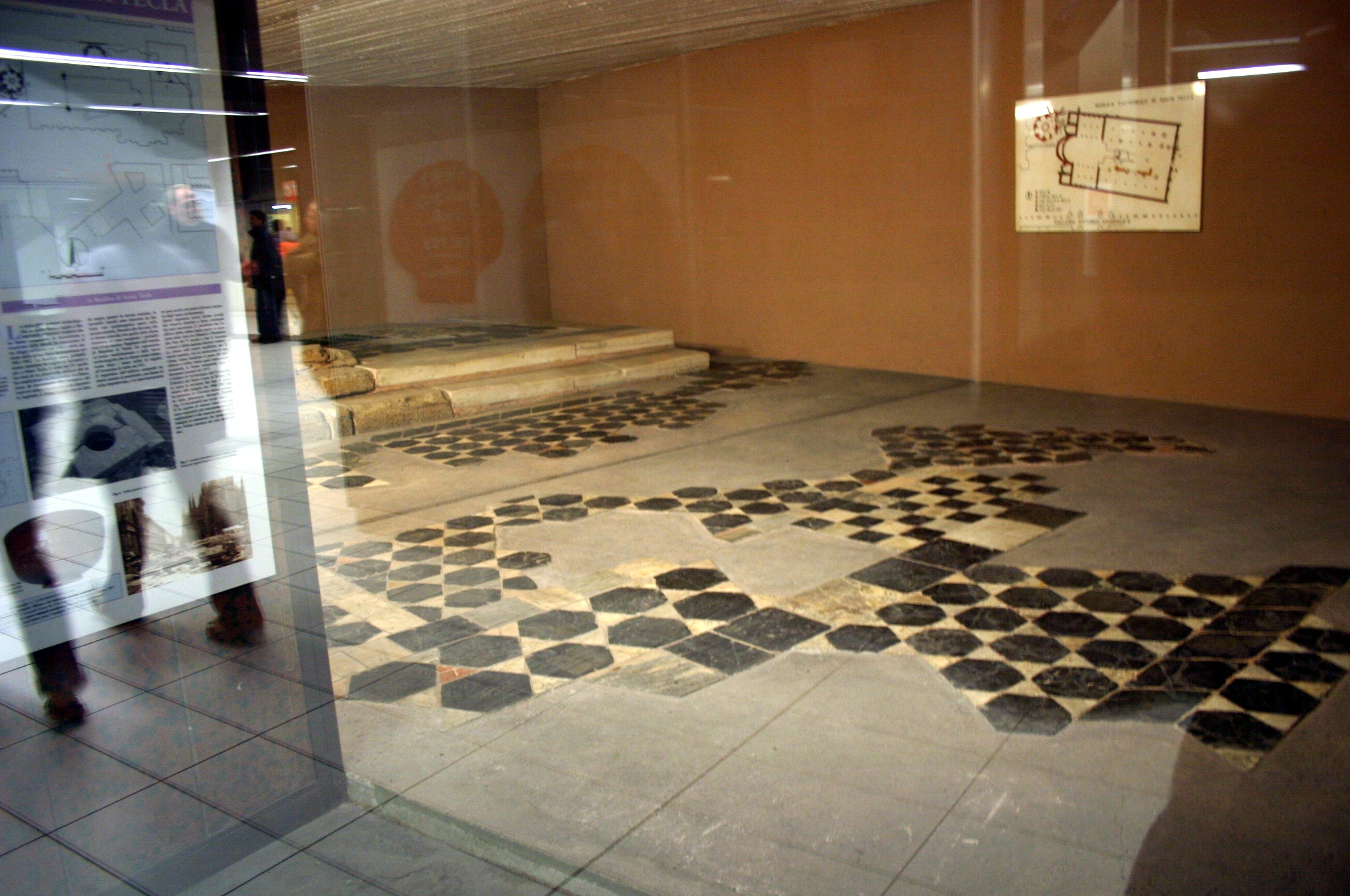
Resti dei pavimenti della basilica di Santa Tecla, visti attraverso un pannello in vetro presente all'interno della stazione Duomo della metropolitana milanese

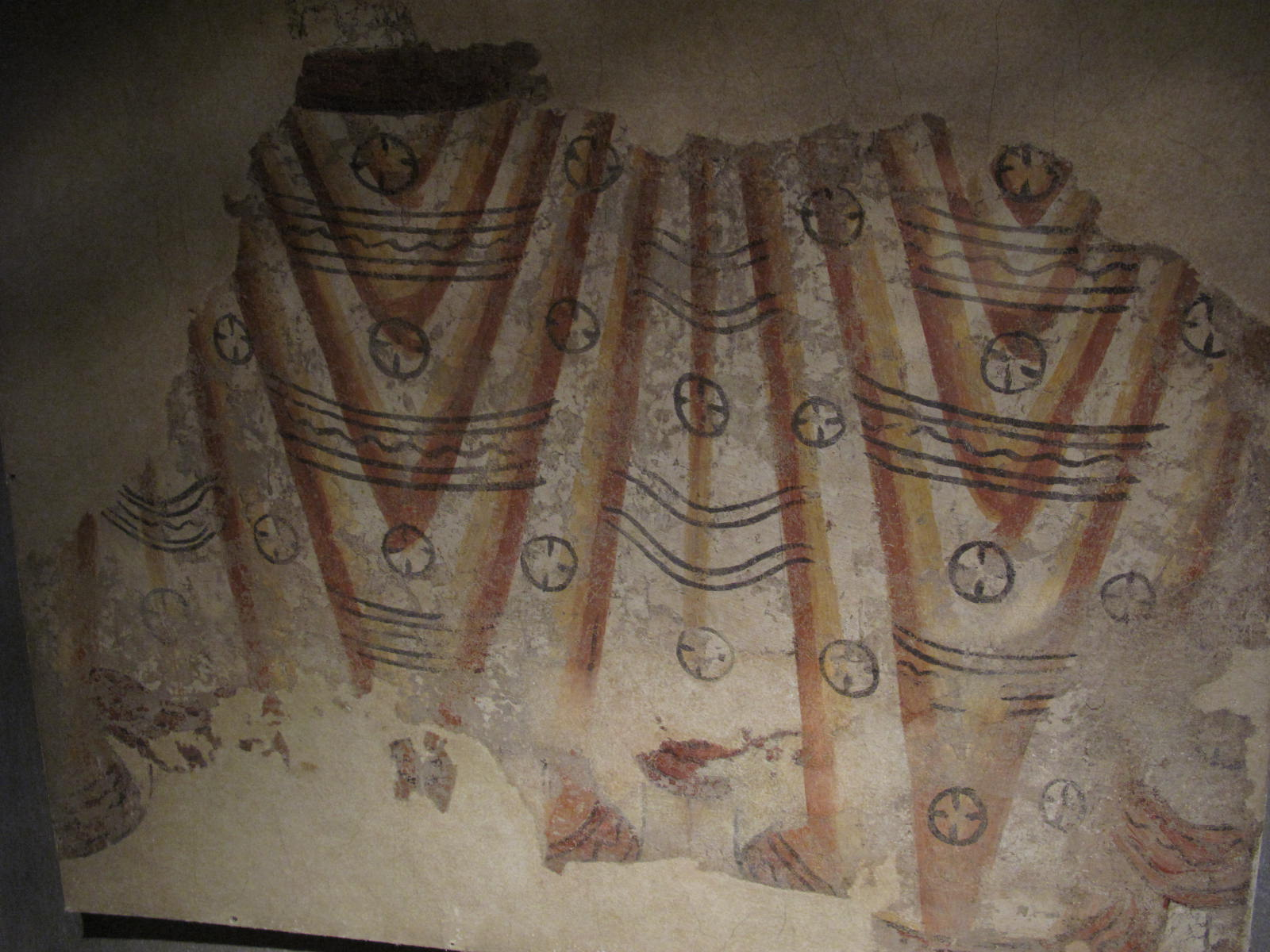
Resti di affreschi della basilica di Santa Tecla

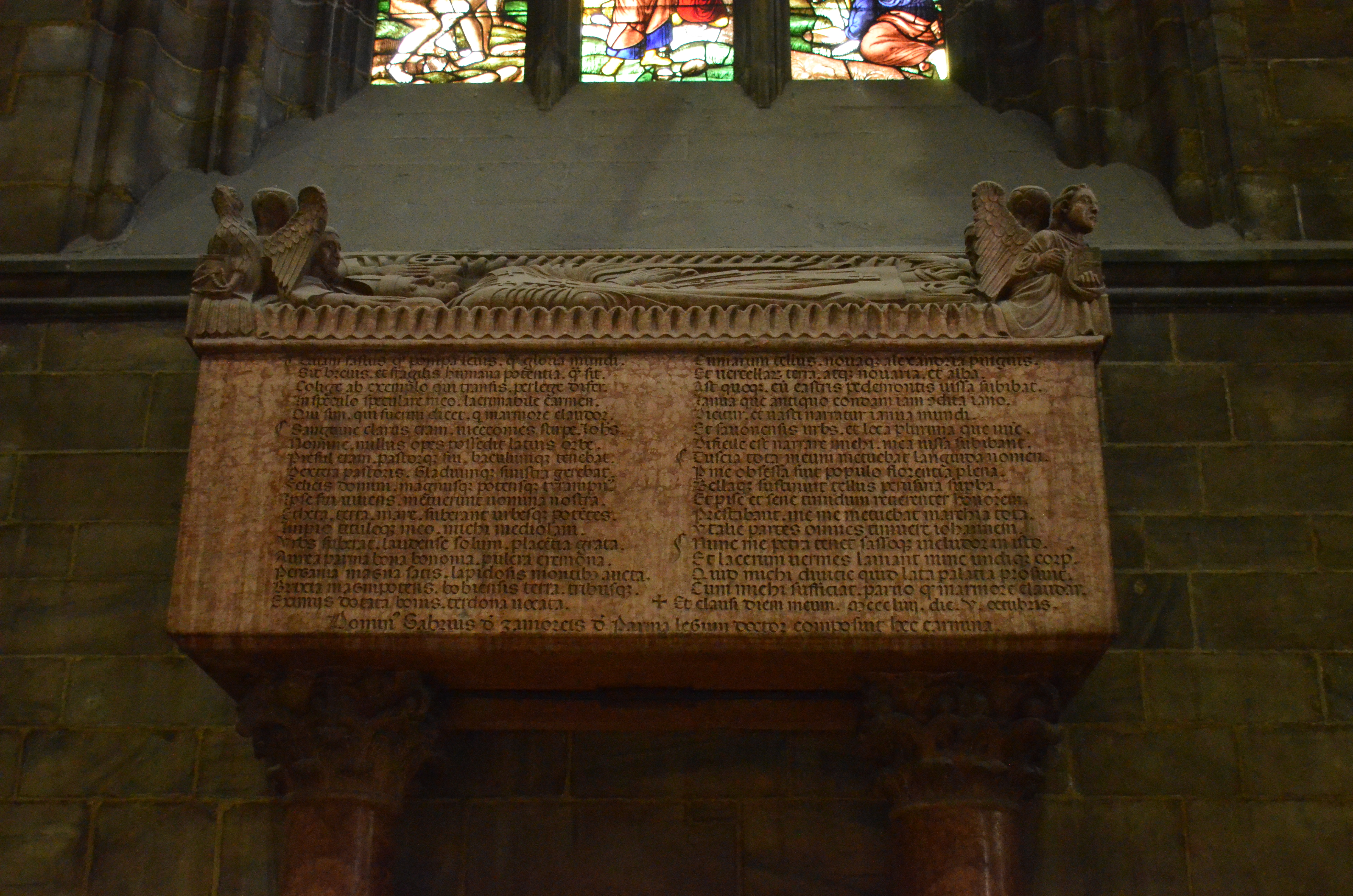
Il sepolcro comune degli arcivescovi Ottone Visconti e Giovanni Visconti, che fu anche signore di Milano. Si trova nel Duomo di Milano. Fu scolpita da un maestro campionese e si trovava in origine nella chiesa di santa Tecla

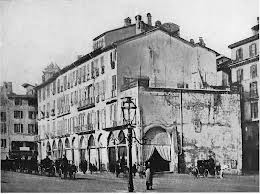
Il Coperto dei Figini, che venne costruito sulle rovine della basilica maior e che fu demolito nel 1864

Nello stesso luogo dove era situata la basilica di Santa Tecla, in epoca romana, sorgeva un tempio pagano dedicato a Minerva, che a sua volta era stato costruito sulle vestigia di un precedente tempio celtico dedicato alla dea Belisama. La scoperta di questi reperti archeologici è avvenuta poco prima dell'inaugurazione dell'Expo 2015. Belisama era la divinità protoceltica preposta alle arti correlate al fuoco. Un'iscrizione latina trovata a Saint-Lizier, in Aquitania, la accosta alla dea Minerva della cultura mediterranea.
L'antico luogo di culto pagano celtico, e poi romano, fu convertito in chiesa durante la decisa campagna persecutoria, predisposta da sant'Ambrogio, nei confronti dei pagani e degli ariani. Nel contempo Ambrogio ordinò la demolizione dei templi pagani e la costruzione di chiese e basiliche cristiane: alcune chiese sorsero sullo stesso luogo dove in precedenza erano eretti templi pagani, mentre in alcuni casi questi ultimi furono convertiti in luoghi di culto cristiani.

### La successiva basilica

L'antica Milano romana (Mediolanum) sovrapposta alla Milano moderna. Il rettangolo più chiaro al centro, leggermente sulla destra, rappresenta la moderna piazza del Duomo, mentre il moderno Castello Sforzesco si trova in alto a sinistra, appena fuori dal tracciato delle mura romane di Milano. Al centro, indicato in rosso salmone, il foro romano di Milano, mentre in verde il quartiere del palazzo imperiale romano di Milano

Secondo alcuni studiosi la basilica fu costruita per volere dell'imperatore romano Costante I (figlio di Costantino I) nel 345 col nome Basilica Maior o Basilica Nova e la sua fondazione risalirebbe, quindi, al periodo preambrosiano, molto probabilmente intorno al 350, ai tempi dei vescovi Eustorgio e Dionigi, in epoca romana tardoimperiale nel periodo in cui la città romana di Mediolanum (la moderna Milano) era capitale dell'Impero romano d'Occidente (ruolo che ricoprì dal 286 al 402). I nomi paleocristiani basilica maior o basilica nova della basilica di Santa Tecla derivavano, rispettivamente, dal fatto che fosse più grande e più recente rispetto alla basilica vetus. Insieme alla più antica Basilica vetus costruita un trentennio prima rientra nel complesso cattedrale di cui parla S. Ambrogio in una celebre lettera inviata nel 386 alla sorella Marcellina.. Tale lettera, assieme all'indagine archeologica sulle fondazioni (realizzata con la costruzione delle due metropolitane) costituisce una delle più importanti testimonianze e fonti di studio relative a questo edificio e alle sue fasi di sviluppo. Altri studiosi la riferiscono al periodo ambrosiano o forse più tardi.
Alla morte dell'imperatore Costante la basilica si trovò ben presto coinvolta nelle dispute tra gli Ariani, sostenuti dal nuovo imperatore Costanzo II, e i seguaci dell'ortodossia. Nel 355 Costanzo, nel vano tentativo di far accettare le visione ariana del cristianesimo da lui tenacemente sostenuta, indisse infatti il concilio di Milano, convocato presso la Basilica Maior. Vi partecipavano tra gli altri, oltre al vescovo milanese Dionisio, anche Atanasio di Alessandria, campione dell'ortodossia, ed Eusebio di Nicomedia, campione dell'arianesimo. L'imperatore, come già avvenuto nel precedente Concilio di Arles (353), inviò all'assemblea una lettera contenente le dichiarazioni ariane che si aspettava fossero controfirmate dai vescovi, i quali però ancora una volta le rigettarono, spingendo Costanzo ad esiliare, oltre ad Atanasio, anche il milanese Dionisio. L'Imperatore insediò quindi nella Basilica Nova come vescovo l'ariano Aussenzio.
Per tutto questo periodo la basilica fu al centro dei contrasti tra la maggioranza trinitarista della popolazione e l'élite ariana, divenendo luogo di frequenti scontri, tanto da provocare l'intervento delle guardie di corte, incaricate di ristabilire l'ordine. Nel 369 la posizione anti-ariana di papa Damaso I portò alla scomunica di Aussenzio il quale rimase comunque, col sostegno dell'Imperatore, saldamente ancorato alla cattedra milanese fino alla sua morte nel 374. Nel 386 il vescovo ariano Mercurino Assenzio, sostenuto dall'imperatrice Giustina, giunse a sfidare il nuovo vescovo milanese, ed ex governatore della Regio XI Transpadana, Ambrogio di Treviri, sostenitore del trinitarismo, in un pubblico dibattito in cui richiedeva per gli Ariani l'utilizzo della Basilica portiana. Ambrogio, rifiutando di cederla, pose sotto assedio la chiesa con una gran moltitudine di milanesi tanto che, temendo tumulti, l'imperatrice Giustina riconsegnò la basilica al culto cattolico.
Delle vicende storiche medievali relative alla basilica abbiamo notizia nelle opere degli storici medioevali Bernardino Corio e Galvano Fiamma. La basilica Maior seguì vicende simili alla “Basilica Vetus”; fu cioè distrutta da Attila nel 452, riparata da Eusebio nel 454, poi ben restaurata dall'arcivescovo Lorenzo I di Milano nel 490-512; quindi distrutta ancora dai Goti nel 539. Essa rimase un rudere nell'età longobarda fino ad Angilberto II, che nell'836 la ricostruì, intitolandola a Gesù Salvatore. Fu poi nuovamente distrutta nel grande incendio di Milano del 1075, e quando fu rifatta sperimentò i primi abbozzi dello stile romanico e prese il nome di Santa Tecla di Iconio. Nel 1162 venne risparmiata dal Barbarossa.
Con l'avvio dei cantieri della nuova cattedrale (1386), la basilica continuò a restare aperta e officiata, ma finì inevitabilmente per perdere di centralità. Nel novembre 1387 venne addirittura tramezzata per accogliere i marmi di spoglio dal coro della vicina Santa Maria Maggiore. L'edificio, nel suo complesso, venne largamente utilizzato come magazzino: una cappella fatta costruire da un certo Antonio da Corbetta venne adibita a deposito di mattoni; quella di Santa Medicina venne invece destinata al marmo e al sarizzo. L'apertura di una nuova porta per le operazioni connesse alla movimentazione dei materiali costrinse allo spostamento dell'altare della cappella di San Bassiano. Nel 1400 buona parte della basilica risultava ancora utilizzata come deposito.
Nonostante questo, rimase in uso fino al 1458, quando ne iniziò la demolizione per la fabbrica del Duomo.
La parete del fianco nord con una fila di colonne attigue non fu demolita ma trasformata, dall'architetto Solari, nel Coperto dei Figini, noto emporio commerciale e luogo di ritrovo della città, demolito a sua volta nel 1864 per aprire Piazza Duomo.
Nel 1461, lo stesso arcivescovo Carlo Nardini da Forlì si preoccupò della solenne traslazione nella nuova cattedrale della reliquia del Santo Chiodo della crocifissione di Cristo, fino ad allora conservata in Santa Tecla. Nello stesso anno terminò la sua demolizione.

### Il complesso episcopale

Il complesso episcopale di Milano sovrapposto alla moderna piazza del Duomo. Il complesso episcopale, che fu demolito per poter permettere la costruzione del Duomo di Milano, era costituito dalla basilica di Santa Tecla (nomi originari paleocristiani basilica maior o basilica nova), il battistero di San Giovanni alle Fonti, la cattedrale di Santa Maria Maggiore (nomi originari paleocristiani basilica vetus o basilica minor) e il battistero di Santo Stefano alle Fonti

Fino alla costruzione del Duomo attuale, la basilica vetus, poi ampliata nella cattedrale di Santa Maria Maggiore, ebbe la funzione di cattedrale invernale dell'arcidiocesi di Milano e si trovava dove sorge ora la zona absidale posteriore del moderno Duomo di Milano, mentre la vicina e più grande basilica maior (poi ridenominata basilica di Santa Tecla), che sorgeva nell'attuale piazza del Duomo di fronte al moderno Duomo, era la cattedrale estiva.
Tra le due chiese, in corrispondenza della moderna entrata al Duomo di Milano, sorgeva il battistero di San Giovanni alle Fonti, mentre a nord della cattedrale di Santa Maria Maggiore, in corrispondenza della moderna sacrestia settentrionale del moderno Duomo, era presente il piccolo battistero di Santo Stefano alle Fonti. Era quindi un sistema doppio di basiliche, superato con la costruzione dell'attuale Duomo.
La presenza di due basiliche molto ravvicinate era comune nel Nord Italia durante l'età costantiniana e si poteva trovare, in particolare, in città sedi vescovili come Milano, Pavia, Cremona, Bergamo, Brescia, Como e Vercelli.
La basilica maior, come già accennato, era utilizzata nei mesi estivi, con il trasferimento delle attività religiose tra i due edifici sacri, chiamato transmigratio, che era contraddistinto da grande solennità. In particolare, la transmigratio si effettuava in due periodi dell'anno, nella terza domenica di ottobre e alla vigilia di Pasqua, con un richiamo alla Pasqua ebraica, che ricorda la liberazione del popolo ebraico dall'Egitto e il suo esodo verso la Terra Promessa. C'era però un evento che poteva avvenire solo nella cattedrale di Santa Maria Maggiore: l'elezione del vescovo di Milano da parte del capitolo.
Oltre alle due basiliche, il cosiddetto "complesso episcopale" di Milano era formato anche dal Palazzo Arcivescovile, da alcuni edifici destinati a funzione amministrativa e residenziale per il clero e da un ospizio per anziani.
Per realizzarlo, furono demoliti edifici preesistenti, sia pubblici che privati. In epoca romana tardoimperiale il complesso episcopale era il centro religioso della città, con il palazzo imperiale romano di Milano che lo era da un punto di vista civile.

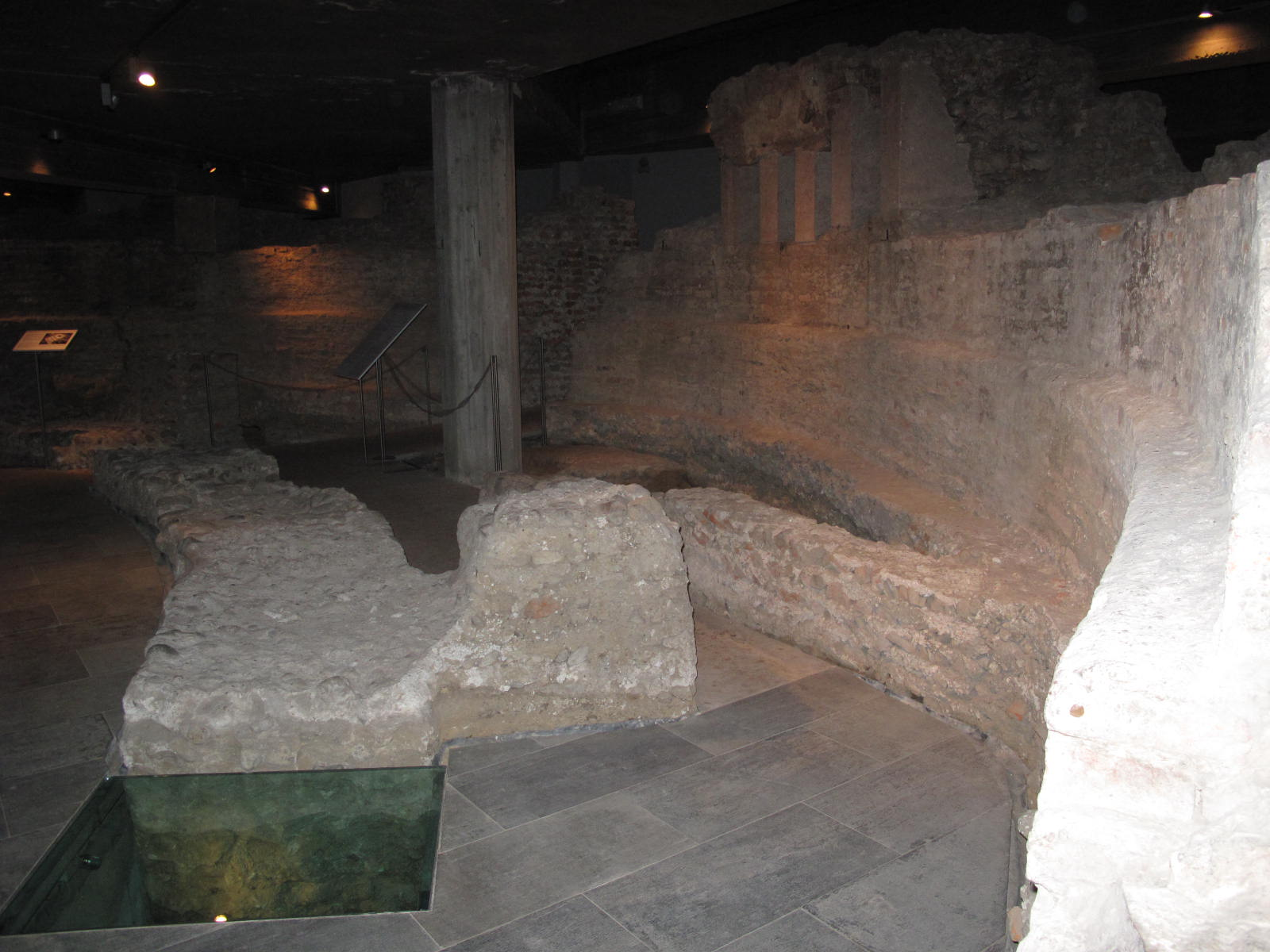
Resti della basilica di Santa Tecla

Fu in questo periodo che l'antico cardo maximus della Mediolanum romana (corrispondente alle moderne vie Nerino, Cantù e Santa Margherita) perse importanza a favore di un altro asse viario (corrispondente alla moderna via Torino), che un tempo era secondario e che collegava il complesso episcopale con il palazzo imperiale.
Il più antico documento che cita il complesso episcopale di Milano è datato 386 ed è stato redatto da sant'Ambrogio.

## L'edificio
La basilica maior era lunga 67,60 metri e larga 45,30 metri ed era provvista di una grande abside e di cinque navate.

## Resti
Nel mezzanino della stazione Duomo della linea M1 della metropolitana di Milano sono stati musealizzati alcuni resti della basilica maior. Sono stati rinvenuti un pozzo ad uso della basilica d'epoca paleocristiana e i resti, risalenti alla metà del V secolo, del pavimento realizzato secondo la tecnica dell'opus sectile nonché i resti della solea, anch'essa d'epoca paleocristiana, una porzione dell'abside provvista di paraste e i resti della navata centrale. Inoltre, la base di una colonna è conservata presso i musei del Castello Sforzesco.

## Mappa della Milano paleocristiana

Mappa dell'antica Milano romana (Mediolanum) (secoli III-V) con indicate le mura e le porte romane di Milano, il foro romano di Milano, il teatro romano di Milano, l'anfiteatro romano di Milano, il circo romano di Milano, l'area del palazzo imperiale romano di Milano (in rosa più tenue), la zecca romana di Milano, le terme Erculee, il mausoleo imperiale di Milano, la via Porticata con l'arco trionfale, i magazzini annonari romani di Milano (lat. horrea), il porto fluviale romano di Milano, i castelli romani di Milano e le basiliche paleocristiane di Milano